# Jhon Chancellor
Jhon Carlos Chancellor Cedeño (Ciudad Guayana, Bolívar, Venezuela; 2 de enero de 1992) es un futbolista venezolano que juega como defensa en Universidad Católica de la Serie A de Ecuador.

## Biografía
Jhon Chancellor se crio en (Tumeremo) municipio Sifontes, estado Bolívar, Venezuela, teniendo ascendencia italiana. allí fue donde dio sus primeros pasos como futbolista. Su padre, Carlos Chancellor, es muy bien conocido por ser el alcalde de dicho municipio.

## Trayectoria

### Mineros de Guayana
Se asentó como titular en la Primera División de Venezuela con Mineros de Guayana antes de cumplir los 18 años. Para la temporada 2010-2011, gracias a su talento y desempeño en la Copa Venezuela 2011, se tituló campeón junto con Mineros. En la temporada 2011-2012, llegó a disputar solo 7 encuentros. Con ello se hizo notar para el cuerpo técnico de la selección Sub-20, y se ganó un puesto en el combinado para el Sudamericano en Perú. Para la temporada 2012-2013 retomó regularidad y disputó 17 partidos anotando 2 goles.
En julio de 2013 es vendido al ACD Lara.

### ACD Lara
En julio de 2013, llega al ACD Lara, proveniente de Mineros de Guayana, donde también se gana un puesto de titular en un esquema de dos centrales, estando Jhon "luchando" con dos centrales experimentados, José Manuel Rey y Marcelo Maidana. Logró disputar 20 encuentros en su primera temporada en el ACD Lara, 19 de ellos como titular.
Para la temporada 2014-2015 jugó 32 partidos, los 32 de titular, anotando 4 goles y recibiendo 7 amarillas y 1 roja, lo que lo llevó a ser titular indiscutible en su equipo, también fue tomado en cuenta por la selección de mayores para un par de módulos de entrenamiento y se ganó la convocatoria para un encuentro amistoso contra Honduras. En mayo de 2015, se conoce que no seguirá en el ACD Lara.

### Regreso a Mineros de Guayana
En mayo de 2015, Jhon Chancellor regresa a Mineros de Guayana, con contrato por los próximos 3 años y medio.

### Delfín Sporting Club
Fue elegido en el 11 ideal del primer semestre del campeonato ecuatoriano por la revista Ecuagol, y por otros medios, teniendo mucho protagonismo y disputando 19 de 22 partidos, los cuales no pudo estar por lesión y por la convocatoria a la selección. Quedó campeón de la primera etapa.

### Anzhi
El 1 de enero de 2018 se va libre al Anzhi de la Primera División de Rusia.

### Al-Ahli
El 14 de febrero de 2019 se va al Al-Ahli Doha de la Liga de fútbol de Catar, libre proveniente del equipo ruso.

### Brescia Calcio
El 21 de julio de 2019 fue fichado por el Brescia Calcio, en ese momento recién ascendido a la Serie A de Italia, a cambio de un millón y medio de euros.

## Selección nacional

### Categoría inferiores
En el 2011 es llamado para formar parte de la selección sub-20 con miras a participar en el Campeonato Sudamericano de Fútbol Sub-20 de 2011, jugando 4 partidos.

#### Campeonato Sudamericano Sub-20
| Sudamericano      | Sede | Resultado    | Partidos | Goles |
| ----------------- | ---- | ------------ | -------- | ----- |
| Sudamericano 2011 | Perú | Primera fase | 4        | 0     |

### Selección absoluta
Jhon Chancellor fue convocado para las eliminatorias a Rusia 2018 bajo el mando técnico de Rafael Dudamel.

#### Participaciones en Eliminatorias al Mundial
| Eliminatorias                 | Resultado  | Partidos | Goles |
| ----------------------------- | ---------- | -------- | ----- |
| Eliminatorias Mundial de 2018 | 10.º lugar | 4        | 0     |

#### Participaciones en Copa América
| Copa              | Sede   | Resultado        | Partidos | Goles |
| ----------------- | ------ | ---------------- | -------- | ----- |
| Copa América 2019 | Brasil | Cuartos de final | 3        | 0     |

## Clubes
Actualizado al último partido disputado el 29 de junio de 2025.
| Club                 | País      | Año       | PJ | Goles |
| -------------------- | --------- | --------- | -- | ----- |
| Mineros de Guayana   | Venezuela | 2010-2013 | 46 | 3     |
| ACD Lara             | Venezuela | 2013-2015 | 52 | 4     |
| Mineros de Guayana   | Venezuela | 2015-2016 | 21 | 5     |
| Deportivo La Guaira  | Venezuela | 2016      | 12 | 0     |
| Delfín S. C.         | Ecuador   | 2017      | 38 | 3     |
| Anzhí Majachkalá     | Rusia     | 2018-2019 | 17 | 1     |
| Al-Ahli              | Catar     | 2019      | 6  | 1     |
| Brescia              | Italia    | 2019-2022 | 63 | 4     |
| Zagłębie Lubin       | Polonia   | 2022      | 8  | 0     |
| Coritiba             | Brasil    | 2022-2023 | 27 | 1     |
| Necaxa               | México    | 2023      | 5  | 0     |
| Metropolitanos F. C. | Venezuela | 2024      | 11 | 2     |
| Universidad Católica | Ecuador   | 2024-act. | 25 | 1     |

## Palmarés

### Torneos nacionales
| Título         | Club               | País      | Año  |
| -------------- | ------------------ | --------- | ---- |
| Copa Venezuela | Mineros de Guayana | Venezuela | 2011 |